# إليزه اندروز
إليزه اندروز (بالإنجليزية: Elsie Euphemia Andrews)‏ هي مُدرسة نيوزيلندية، ولدت في 23 ديسمبر 1888، وتوفيت في 26 أغسطس 1948.